# Palicourea calantha
Palicourea calantha är en måreväxtart som beskrevs av Paul Carpenter Standley. Palicourea calantha ingår i släktet Palicourea och familjen måreväxter. IUCN kategoriserar arten globalt som sårbar.
Artens utbredningsområde är Ecuador. Inga underarter finns listade i Catalogue of Life.